# Луїш Каштру
Луїш Каштру (порт. Luís Manuel Ribeiro de Castro, 3 вересня 1961, Мондройнш) — португальський футболіст, захисник, та футбольний тренер.

## Клубна кар'єра
Народився 3 вересня 1961 року в місті Мондройнш. Виступав на позиції правого захисника, але більшу частину своєї 17-річної професійної кар'єри провів в маловідомих командах нижчих дивізіонів Португалії. У Прімейрі за всю кар'єру провів лише три сезони, виступаючи у складі «Віторії» (Гімарайнш) і «Елваша» (29 матчів за три сезони у вищому португальському дивізіоні, останнім з яких був сезон 1987/88).

## Кар'єра тренера
Завершивши кар'єру гравця в 1997 році у «Агеді», Каштру через рік там же почав тренерську кар'єру. Після цього очолював інші нижчолігові португальські клуби «Меаляда», «Ештаррежа» та «Санжуаненсе».
У 2003 році він отримав запрошення від «Пенафієла», з яким дебютував в Прімейрі на посаді головного тренера. Відпрацювавши один сезон в команді, яка в підсумку посіла 11-е місце, Каштру отримав пропозицію від Порту. Можливо, «драконів» вразила перемога, яку маловідомий на той момент фахівець і його команда здобули над заклятим ворогом «синьо-білих» — «Бенфікою».
У «Порту» Луїш тривалий час працював з молодіжними командами клубу, а з 2013 року очолив резервну команду клубу. 5 березня 2014 року, після того, як «Порту» звільнив Паулу Фонсеку, Каштру став головним тренером першої команди до кінця сезону. За цей час під керівництвом Луїша команда провела дев'ять матчів (шість перемог і три поразки) і в підсумку посіла третє місце, пропустивши вперед «Бенфіку» і «Спортінг». Після цього Каштру повернувся до роботи із «Порту Б», яке очолював до 2016 року.
З 2016 року Каштру вирішив залишити роботу з дублерами, і наступні три роки керував клубами вищого дивізіону Португалії «Ріу Аве», «Шавеш» та «Віторія» (Гімарайнш), при цьому з кожним роком в новій команді фахівець досягав все більш високого результату: з «Ріу Аве» в сезоні 2016/17 — 7-ме місце, з «Шавешем» у сезоні 2017/18 — 6-те, з «Віторією» в сезоні 2018/19 — 5-те і кваліфікація в Лігу Європи.
12 червня 2019 року підписав контракт на 2 роки з футбольним клубом «Шахтар», ставши 33-м тренером в історії «Шахтаря».. Після завершення контракту покинув клуб.
У серпні 2021 року португальський тренер очолив катарський клуб «Аль-Духаїль», у якому працював до березня 2022 року.
У березні 2022 року Луїш Каштру очолив бразильський клуб «Ботафогу». 30 червня 2023 року португальський тренер вирішив змінити місце роботи. Уже в липні 2023 року Каштру підписав контракт із саудівським клубом «Ан-Наср».

## Досягнення
- Чемпіон України (1): 2019-20
- Володар Кубка Еміра Катару (1): 2022